# Callicebus torquatus
Callicebus torquatus är en apa som först beskrevs av Johann Centurius Hoffmannsegg 1807.  Callicebus torquatus ingår i släktet springapor och familjen Pitheciidae. Inga underarter finns listade.

## Utseende
Med en kroppslängd (huvud och bål) av 23 till 36 cm och en vikt mellan 1,1 och 1,5 kg är Callicebus torquatus en av de större arterna i släktet springapor. Pälsen har huvudsakligen en mörk rödbrun till svart färg, även vid den cirka 45 cm långa svansen. I vissa delar av utbredningsområdet kan pälsen övervägande vara krämfärgad. Påfallande är vita mönster vid underkäken och de ljusbruna till gula händerna.

## Utbredning och habitat
Denna springapa förekommer i västra delen av Amazonområdet i nordvästra Brasilien och möjligen i angränsande delar av Colombia. Arten vistas främst i gamla skogar som inte översvämmas under regntiden.

## Ekologi
Callicebus torquatus är dagaktiv men den vilar under dagens hetaste timmar. Individerna bildar flockar med två till sju medlemmar med en dominant hanne som ledare. Övriga medlemmar är den vuxna honan och deras ungar från olika generationer. Liksom andra springapor har de olika läten för kommunikationen och de flätar svansarna ihop när de vilar. Arten äter frukter och frön som kompletteras med några blad och insekter.
Fortplantningssättet antas vara liksom hos andra springapor.

## Hot och status
Några individer dödas av regionens ursprungsbefolkning för köttets skull men det är inget hot för artens bestånd. IUCN kategoriserar arten globalt som livskraftig.